# سندرم کبدی-کلیوی
سندرم کبدی-کلیوی (انگلیسی: Hepatorenal syndrome) یا غلب به اختصار HRS، یک بیماری تهدید کننده زندگی است که شامل وخامت سریع عملکرد کلیه در افراد مبتلا به سیروز شدید کبدی است. HRS معمولاً کشنده است مگر اینکه پیوند کبد انجام شود، اگرچه درمان‌های مختلف مانند دیالیز می‌تواند از پیشرفت این بیماری جلوگیری کند.